# Podenco z Ibizy
Podenco z Ibizy – jedna z ras psów, należąca do grupy szpiców i psów pierwotnych, zaklasyfikowana do sekcji pierwotnych ras myśliwskich. Nie podlega próbom pracy.

## Rys historyczny
Przodkami tej rasy były psy faraona dawnego typu. Zachowały się one na Balearach, gdzie brały udział w polowaniach (pojedynczo lub w sforze) na króliki oraz ptactwo. 
Starożytni Egipcjanie, Rzymianie i Fenicjanie wykorzystywali psy tej rasy do polowań na małą zwierzynę łowną. Wyostrzony wzrok psów pomagał w zlokalizowaniu królików i innych ofiar niewielkich rozmiarów.

## Wygląd

### Szata i umaszczenie
Ciało podenca z Ibizy pokryte jest sierścią o rudej lub płowej maści. Na klatce piersiowej, czole i łapach występują niekiedy białe łaty. Podenco z Ibizy występuje w dwóch odmianach: gładkowłosej i szorstkowłosej.

### Budowa
Rasę tę charakteryzują stojące uszy, osadzone na linii oczu; długa i lekko wygięta szyja; klatka piersiowa głęboka i płaska; Linia grzbietu opadająca ku silnemu tyłowi; ogon cienki, nisko osadzony; nogi długie i proste.

## Zachowanie i charakter
Pies szybko przywiązuje się do właściciela, ale nie potrzebuje stałego i nadmiernego zainteresowania z jego strony. Niezależny i przyjazny wobec ludzi, wykazuje agresję w stosunku do innych psów.
Posiada silny instynkt łowiecki. Zalecane jest wczesne szkolenie w zakresie posłuszeństwa i socjalizacji. Wymaga podejścia konsekwentnego i cierpliwego podczas nauki.